# Fifohazana
Fifohazana je druh křesťanství pocházející z protestantství a také je úzce propojen s exorcismem, jak je u protestantských madagaskarských sekt zvykem. V překladu znamená fifohazana „probuzení“. Členové sekty si říkají mpiandry „pastýř“.